# Parma Calcio 1913
Parma Calcio 1913 is een Italiaanse voetbalclub. Parma FC werd in 2004 opgericht als opvolger van Parma AC uit 1913 na het Parmalat-schandaal. In 2015 werd Parma FC failliet verklaard en maakte een doorstart onder de huidige naam. Sinds 2024 speelt de club in de Serie A, de eerste klasse van Italië.

## Historie
In 1913 werd in Parma de Parma Football Club opgericht. Nadien is de naam verschillende keren veranderd. Na een fusie in 1970 met AC Parmense werd de naam Parma AC. Tot 1990 speelde de club alleen in de Serie B en lager.
In 1990 werd onder leiding van de onbekende coach Nevio Scala promotie naar de Serie A bereikt. Ondertussen werd de club overgenomen door Parmalat van de familie Tanzi. Met hulp van het geld van Parmalat werd een goed elftal samengesteld, dat in het eerste jaar in de Serie A al meteen zesde werd en Europees voetbal haalde.
De eerste prijs werd in 1992 gehaald met het winnen van de Coppa Italia. Een jaar later volgde al het grote Europese succes. Op Wembley werd Antwerp FC verslagen in de finale van de Europacup II. In de jaren negentig werden nog twee UEFA Cups gewonnen. Het grote doel van de club en Parmalat, het behalen van het kampioenschap, bleef steeds net buiten bereik. Het dichtstbij was Parma in 1995 en in 1997, toen de ploeg op 1 punt van kampioen Juventus FC tweede werd.
In het seizoen 2003/2004 kwam het Parmalat-schandaal aan het licht. Parmalat ging failliet en dreigde Parma AC, dat eigendom en volledig afhankelijk was van het bedrijf, mee te slepen. De voetbalclub wist te overleven en maakte een doorstart als Parma FC en keerde daarmee terug naar de oprichtingsnaam. In het seizoen 2004/05 moest de club vechten tegen degradatie. Een play-off tegen Bologna werd echter over 2 wedstrijden gewonnen, waardoor de club in de Serie A bleef.
Begin 2007 werd Parma te koop aangeboden aan de hoogste bieder. Er kwam namelijk een einde aan de constructie waarbij de club drie jaar onder leiding van enkele curatoren moest staan, wegens de financiële problemen. Volgens toenmalig algemeen directeur Roberto Cappelli  'zal het bedrag aanzienlijk lager liggen dan de 27,5 miljoen euro die eerder als vraagprijs fungeerde.'  Er moest wel snel een koper zijn anders zou de koper van de club te laat geweest zijm om zich nog te kunnen begeven op de transfermarkt.
In het seizoen 2009/2010 kwam Parma weer uit op het hoogste niveau, na te zijn gepromoveerd uit de Serie B. Het jaar daarvoor was het, na 17 jaar achter elkaar op het hoogste niveau actief te zijn geweest, gedegradeerd.
Op 16 februari 2015 verliep voor Parma de deadline voor het doen van betalingen aan spelers en andere schuldeisers. Die bleken niets te hebben ontvangen van de 25 miljoen euro die de club hen nog verschuldigd was, zo meldde de sportkrant La Gazzetta dello Sport. Een aftrek van vijf punten dreigde. Een dag later legden schuldeisers bij het stadion beslag op een deel van het wagenpark. De selectie had eerder laten weten op te stappen indien de deadline voor salarisbetalingen niet zou worden gehaald. De spelers kregen sinds juli 2014 geen loon meer en konden daardoor transfervrij vertrekken of terugkeren naar hun oorspronkelijke werkgever als zij gehuurd waren. De bekendste spelers die bij Parma onder contract stonden waren Jonathan Biabiany, Ishak Belfodil, Antonio Mirante, Mattia Cassani, Raffaele Palladino en MacDonald Mariga. Op 18 februari 2015 maakte de openbaar aanklager bekend dat deze het faillissement voor Parma zou aanvragen. Parma ging gebukt onder een belastingschuld en had reeds maanden de spelerssalarissen niet uitbetaald.
Op vrijdag 6 maart zegden de overige clubs uit de Italiaanse Serie A de armlastige divisiegenoot een bedrag van vijf miljoen euro toe, zodat Parma het lopende seizoen kon afmaken. Een grote meerderheid van de clubs uit de voetbaldivisie ging tijdens een buitengewone vergadering akkoord met de kapitaalinjectie. De noodlijdende club werd op 16 april vier punten in mindering gebracht. Parma zou volgens de Italiaanse voetbalbond niet op tijd salaris en belasting hebben betaald. De club verraste in de tweede competitiehelft met overwinningen op Juventus en Udinese, maar kon degradatie niet meer ontlopen.
Op 22 juni 2015 viel het doek definitief voor Parma als betaaldvoetbalclub; de club werd failliet verklaard. In de Serie D werd als Parma Calcio 1913 een doorstart gemaakt. Door direct kampioen te worden, promoveerde de club een jaar later naar de Serie C. Hierin behaalde het weer één jaar later via de play-offs promotie naar de Serie B. Parma presteerde het op 18 mei 2018 om als vicekampioen voor het derde jaar op rij te promoveren en zo terug te keren naar de Serie A.
Tot op de laatste speeldag maakte de club, net als kampioen Empoli, kans om rechtstreeks te promoveren. De eenvoudig Europacup II en tweevoudig UEFA Cup-winnaar had de kansen echter niet in eigen hand. Concurrent Frosinone beschikte over de beste papieren, maar liet het op eigen veld afweten tegen US Foggia: 2-2. Parma zelf moest wel zien te winnen. Dat deed de ploeg onder leiding van trainer Roberto D'Aversa door met 2-0 te winnen bij Spezia door treffers van Fabio Ceravolo en Amato Ciciretti. Alessandro Lucarelli was een van de spelers die promotie afdwong. Hij speelde al sinds 2008 bij Parma en bleef de club trouw na het faillissement in 2015.

## Erelijst
| Internationaal            |    |                        |
| UEFA Cup                  | 2x | 1995, 1999             |
| European Cup Winners' Cup | 1x | 1993                   |
| Europese Supercup         | 1x | 1993                   |
| Alpencup                  | 1x | 1961                   |
| Nationaal                 |    |                        |
| Supercoppa Italiana       | 1x | 1999                   |
| Coppa Italia              | 3x | 1992, 1999, 2002       |
| Serie D                   | 2x | 1970, 2016             |
| Serie C                   | 4x | 1954, 1973, 1984, 1986 |
| Seconda Divisione         | 1x | 1925                   |

## Eindklasseringen
- 1946 3e
Serie B
- 1947 14e
Serie B
- 1948 7e
Serie B
- 1949 19e
Serie B
- 1950 2e
Serie C
- 1951 3e
Serie C
- 1952 2e
Serie C
- 1953 6e
Serie C
- 1954 1e
Serie C
- 1955 9e
Serie B
- 1956 15e
Serie B
- 1957 12e
Serie B
- 1958 18e
Serie B
- 1959 18e
Serie B
- 1960 14e
Serie B
- 1961 13e
Serie B
- 1962 12e
Serie B
- 1963 13e
Serie B
- 1964 15e
Serie B
- 1965 20e
Serie B
- 1966 17e
Serie C
- 1967 6e
Serie D
- 1968 6e
Serie D
- 1969 14e
Serie D
- 1970 1e
Serie D
- 1971 5e
Serie C
- 1972 2e
Serie C
- 1973 1e
Serie C
- 1974 5e
Serie B
- 1975 20e
Serie B
- 1976 2e
Serie C
- 1977 2e
Serie C
- 1978 4e
Serie C
- 1979 2e
Serie C1
- 1980 19e
Serie B
- 1981 13e
Serie C1
- 1982 9e
Serie C1
- 1983 6e
Serie C1
- 1984 1e
Serie C1
- 1985 18e
Serie B
- 1986 1e
Serie C1
- 1987 7e
Serie B
- 1988 11e
Serie B
- 1989 9e
Serie B
- 1990 4e
Serie B
- 1991 6e
Serie A
- 1992 7e
Serie A
- 1993 3e
Serie A
- 1994 5e
Serie A
- 1995 3e
Serie A
- 1996 6e
Serie A
- 1997 2e
Serie A
- 1998 6e
Serie A
- 1999 4e
Serie A
- 2000 5e
Serie A
- 2001 4e
Serie A
- 2002 10e
Serie A
- 2003 5e
Serie A
- 2004 5e
Serie A
- 2005 18e
Serie A
- 2006 8e
Serie A
- 2007 12e
Serie A
- 2008 19e
Serie A
- 2009 2e
Serie B
- 2010 8e
Serie A
- 2011 12e
Serie A
- 2012 8e
Serie A
- 2013 10e
Serie A
- 2014 6e
Serie A
- 2015 20e
Serie A
- 2016 1e
Serie D
- 2017 2e
Lega Pro
- 2018 2e
Serie B
- 2019 14e
Serie A
- 2020 11e
Serie A
- 2021 20e
Serie A
- 2022 12e
Serie B
- 2023 4e
Serie B
- 2024 1e
Serie B
- 2025 16e
Serie A

- Serie A
- Serie B
- Serie C
- Prima Divisione
- Serie D

## Resultaten per seizoen
| Seizoen   | №  | Clubs | Divisie | Duels | Winst | Gelijk | Verlies | Doelsaldo | Punten | Tsch   |
| --------- | -- | ----- | ------- | ----- | ----- | ------ | ------- | --------- | ------ | ------ |
| 2012–2013 | 10 | 20    | Serie A | 38    | 13    | 10     | 15      | 45–46     | 49     | 12.740 |
| 2013–2014 | 6  | 20    | Serie A | 38    | 15    | 13     | 10      | 58–46     | 58     | 13.451 |
| 2014–2015 | 20 | 20    | Serie A | 38    | 6     | 8      | 24      | 33–75     | 19     | 11.904 |
| 2015–2016 | 1  | 20    | Serie D | 38    | 28    | 10     | 0       | 82-17     | 94     | 5.730  |
| 2016–2017 | 2  | 20    | Serie C | 38    | 20    | 10     | 8       | 55-36     | 70     | 9.749  |
| 2017–2018 | 2  | 22    | Serie B | 42    | 21    | 9      | 12      | 57-37     | 72     | 11.385 |
| 2018–2019 | 14 | 20    | Serie A | 38    | 10    | 11     | 17      | 41-61     | 41     | 16.522 |
| 2019–2020 | 11 | 20    | Serie A | 38    | 14    | 7      | 17      | 56-57     | 49     | 10.284 |
| 2020–2021 | 20 | 20    | Serie A | 38    | 3     | 11     | 24      | 39-83     | 20     | --     |
| 2021-2022 | 12 | 20    | Serie B | 38    | 11    | 16     | 11      | 48-43     | 49     | 5.617  |
| 2022-2023 | 4  | 20    | Serie B | 38    | 17    | 10     | 11      | 48-39     | 60     | 10.752 |
| 2023-2024 | 1  | 20    | Serie B | 38    | 21    | 13     | 4       | 66-35     | 76     | 13.328 |
| 2024–2025 | 16 | 20    | Serie A | 38    | 7     | 15     | 16      | 44-58     | 36     |        |

## Parma in Europa
Parma speelt sinds 1991 in diverse Europese competities. Hieronder staan de competities en in welke seizoenen de club deelnam. De edities die Parma heeft gewonnen zijn dik gedrukt:
- Champions League (3x)

1997/98, 1999/00, 2001/02
- Europacup II (3x)

1992/93, 1993/94, 1995/96
- UEFA Cup (11x)

1991/92, 1994/95, 1996/97, 1998/99, 1999/00, 2000/01, 2001/02, 2002/03, 2003/04, 2004/05, 2006/07
- UEFA Super Cup (1x)

1993

## Bekende trainers
- Carlo Ancelotti
- Arrigo Sacchi
- Nevio Scala
- Claudio Ranieri
- Cesare Prandelli

## Bekende spelers
- Georges Grün
- Johan Walem
- Luigi Appoloni
- Luca Antonelli
- Dino Baggio
- Antonio Benarrivo
- Gianluigi Buffon
- Fabio Cannavaro
- Paolo Cannavaro
- Amedeo Carboni
- Enrico Chiesa
- Massimo Crippa
- Alberto Gilardino
- Sebastian Giovinco
- Alberto Di Chiara
- Marco Di Vaio
- Alessandro Melli
- Lorenzo Minotti
- Christian Panucci
- Gabriele Pin
- Gianfranco Zola
- Graziano Pellè
- Afriyie Acquah
- Adriano
- Amoroso
- Stephen Appiah
- Faustino Asprilla
- Ishak Belfodil
- Mark Bresciano
- Tomas Brolin
- Igor Budan
- Sérgio Conceição
- Fernando Couto
- Hernán Crespo
- Blerim Džemaili
- Sébastien Frey
- Vince Grella
- Jonathan
- Savo Milošević
- Adrian Mutu
- Hidetoshi Nakata
- Ariel Ortega
- Mario Stanić
- Christo Stoitsjkov
- Cláudio Taffarel
- Lilian Thuram
- Juan Sebastián Verón
- Hakan Şükür
- Joshua Zirkzee